# Zinkbrist
Zinkbrist är en svårupptäckt näringsbrist som vanligen beror på för lågt zinkintag i kosten, men kan också uppkomma till följd av vissa sjukdomar. Zinkbrist är vanligare i fattiga länder.
En vuxen kropp innehåller normalt upp till 2 gram zink, men skattningen försvåras av zinkets höga utbredning i kroppen. Zink är involverat i flera enzymsynteser, receptorer, proteinomsättning, i genuttryck, DNA-omsättning, och flera andra grundläggande processer. I synnerhet hippocampus har många funktioner som omsätter zink, men zink deltar i flera av hjärnans processer. Med anledning av att zink förekommer i så många vävnader är det svårt att bedöma zinknivåerna genom mätning av värdet i blodplasman. Zinkbrist bedöms med blodprov på fastande mage, med ett undre referensvärde på omkring 12 mikromol/L.

## Symtom och tecken
Zinkbrist är särskilt påfallade i fattiga länder, där det bl.a. märks i fråga om låg födelsevikt och dålig längdtillväxt under barndomen, vilket kan ge dvärgväxt. Zinkbrist leder till försämrat immunförsvar, minskade testosteronnivåer (och eventuell medföljande hypogonadism), hyperammonemi, och större kroppsmassa trots minskad hunger.
Huden reagerar på zinkbrist genom att sårläkning fördröjs, man kan utveckla varfyllda blåsor, och fläckvis eller lokalt håravfall (exempelvis madarosis). Polydipsi kan uppkomma. Det förekommer mental påverkan med slöhet, och neurosensoriska störningar. Det misstänks att zinkbrist och affektiva störningar har ett samband, vilket stödjs av djurförsök; möss med zinkbrist uppvisar depressiva beteenden genom påverkan på amygdalas genuttryck vid stress. Zinkbrist kan orsaka försämrad neurogenes, kognition och hjärnutveckling.
Hos män försämras spermiekvaliteten (oligospermi) till följd av de sänkta testosteronvärdena, även vid måttlig zinkbrist. Vid måttlig zinkbrist förekommer tecken på försämrat immunförsvar, som minskad thymulinaktivitet. Hos djur har zinkbrist yttrat sig i atrofi av brässen och lymfatiska vävnader, samt lägre nivåer tyreoideahormoner där i synnerhet trijodtyroninet och TRH sänkts. Tester på människor stödjer att det möjligen finns en relation mellan zink och tyreoideahormoner, men uppfattningen är kontroversiell. Uttalad zinkbrist hos män yttrar sig i hypogonadism. Det finns några fåtaliga och tidiga  belägg för att zinkbrist är en markör för polycystiskt ovariesyndrom.
En kontroversiell hypotes om etiologin till schizofreni, är att den beror på zinkbrist. Schizofrena patienter har visat sig ha lägre plasmanivåer av zink och mindre zink i hippocampus, och neuroleptika sänker zinknivåerna.

## Orsaker
Den vanligaste orsaken till zinkbrist är att födan innehåller för lite zink. Om födan innehåller för mycket fytinsyra kan detta orsaka zinkbristen. Vissa ämnesomsättningssjukdomar kan leda till zinkbrist, däribland den genetiskt ärftliga Acrodermatitis enteropathica och sickelcellsanemi. Celiaki kan ses tillsammans med zinkbrist, eftersom det försämrar tarmens förmåga att absorbera zink. För höga blodvärden av koppar leder till att det är svårare att ta upp zink, varmed zinkbrist kan uppstå vid kopparförgiftning.
Zinkbrist i bröstmjölk kan uppstå utan att kvinnan har näringsbrist, eventuellt på grund av en ärftlig sjukdom. En paradoxal effekt är att bröstmjölken hos ammande kvinnor med zinkbrist kan ge zinkförgiftning.